# Pablo Zapatero Miguel
Pablo Zapatero Miguel (Madrid, 1972) es un jurista español, profesor de Derecho Internacional en la Universidad Carlos III. Entre enero de 2020 y diciembre de 2021 fue secretario de Estado de Justicia del Gobierno de España.

## Biografía
Nacido en Madrid, hijo de Virgilio Zapatero, diputado y ministro de Relaciones con las Cortes, se doctoró en derecho por la Universidad Complutense de Madrid. Además, en 2003 recibió el Premio Extraordinario de Doctorado en Derecho por la Universidad Carlos III y el Premio a  la Excelencia para investigadores menores de 45 años de su Consejo Económico y Social.
Ha sido responsable de estudios jurídicos del Laboratorio de Ideas de la Fundación Alternativas y observador de largo plazo en Nepal con el Centro Carter. Tiene  una amplia trayectoria editorial en materia de políticas públicas, derecho e innovación regulatoria en diversas revistas científicas y en el ámbito académico como las publicaciones Journal of World Trade, Global Jurist, International Journal of Cultural Policy o Global Public Health
Ha sido investigador en la Universidad de Columbia, el Instituto Universitario de Altos Estudios Internacionales de Ginebra, la Organización Mundial del Comercio, la Universidad de Lancaster o la Universidad de Arizona, entre otras.
Siempre trabajando en el mundo jurídico, entró en el Ministerio de Justicia como asesor en el gabinete del secretario de Estado de Justicia, Juan Carlos Campo, siendo posteriormente nombrado director del gabinete. Participó en la elaboración y ejecución del Plan Estratégico del Ministerio de Justicia y actuó como director técnico de los informes realizados por las Comisiones de Demarcación y Planta y de Modernización del Lenguaje Jurídico. Cesó en el cargo en 2011, volviendo a la vida jurídica.
Entre 2016 y 2020, se desempeñó como secretario general técnico del del Consejo General de la Abogacía Española siendo corresponsable de la elaboración y ejecución de su primer Plan Estratégico 2016-2019.

### Secretario de Estado de Justicia
En 2020 y, como en 2009, de la mano de Juan Carlos Campo, ahora como ministro, volvió al Ministerio de Justicia como número dos del mismo.
Desde la Secretaría de Estado de Justicia, colaboró con el ministro Campo en el impulso a la modernización y digitalización judicial y a la reforma de la Ley de Enjuiciamiento Criminal, que trae como principal cambio la introducción de la figura del "fiscal instructor", es decir, pasar a los fiscales la instrucción de las causas que actualmente tienen los juzgados de instrucción. Aunque novedosa en el sistema judicial español, la figura del fiscal instructor lleva casi dos décadas intentando implantarse sin éxito por gobiernos de distinto signo político.
El 3 de diciembre de 2021, mientras la ministra de Justicia, Pilar Llop, se encontraba acompañando al rey Felipe VI en su viaje oficial a Colombia, Zapatero, junto con el secretario general para la Innovación y Calidad del Servicio Público de Justicia, Borja Vargues, anunció su intención de dimitir alegando «motivos personales». La dimisión se hizo efectiva el 8 de diciembre de ese mes, cuando se nombraron sus sustitutos.